# Sociedad Histórica de Wisconsin
Sociedad Histórica de Wisconsin (en inglés: Wisconsin Historical Society) es una organización fundada por miembros el sector privado junto a la subvención del gobierno en 1846, dos años antes de que el estado de Wisconsin se convirtiera en el número 30 de Estados Unidos, y constituida oficialmente en 1853, siendo la sociedad de esa índole más antigua de Estados Unidos en recibir financiación pública y de forma continuada. El 60% del presupuesto actual, proviene del Estado de Wisconsin, mientras que el 40% restante se logra mediante el sistema de cuotas a los miembros y gracias a las donaciones. La sede se encuentra en el campus de la Universidad de Wisconsin, en Madison.

## La Sociedad
El propósito de la Sociedad es mantener, promover y difundir los conocimientos relativos a la historia de Estados Unidos, especialmente, poniendo énfasis en el estado de Wisconsin. En el cumplimiento de su misión de educar al público sobre las cuestiones relacionadas con la historia del estado, coordina diversos programas con el fin de recuperar, catalogar y conservar todos los objetos e información de interés histórico relacionado con el pasado del país, mientras que a la vez, los mantiene a disposición del público. 
Tanto su biblioteca y somo sus archivos, que también sirven como biblioteca de historia americana de la Universidad de Wisconsin, contiene cerca de cuatro millones de artículos, siendo la colección más grande del mundo dedicado exclusivamente a la historia de Estados Unidos.
 La Sociedad también posee en sus archivos una extensa colección de periódicos estadounidenses sólo superada por la Biblioteca del Congreso en cantidad.
Además de las colecciones y el archivo histórico, la Sociedad opera el Museo Histórico de Wisconsin y posee una editorial propia, mediante la cual publica libros sobre la historia de Estados Unidos además de la revista trimestral Wisconsin Magazine of History. Más recientemente, la Sociedad Histórica puso en línea parte de sus contenidos históricos digitalizdos, permitiendo realizar búsquedas en su archivo de imágenes históricas a través de su página web, además de poder acceder a varios documentos históricos.
En 1950, se fundó una organización independiente de voluntarios conocida como Amigos de la Sociedad Histórica de Wisconsin con el fin de ayudar a preservar la historia del estado y del país, así como para aumentar el número de socios y promover el conocimiento.
El material de la biblioteca y los archivos históricos fueron digitalizados y puestos en línea en el servicio de Google Libros, pudiendo acceder tanto a los libros publicados por su propia imprenta como a la colección que han ido recopilando a lo largo de la historia.

### Colección local
La Colección de Historia Local y Artículos Biográficos de Wisconsin (en inglés: Wisconsin Local History and Biography Articles Collection) es un proyecto que llevó, durante décadas, a la Sociedad recabar información sobre específica sobre los inicios del Estado, incluyendo recortes de periódicos, tales como los obituarios, noticias y anuncios, colocados en volúmenes encuadernados. En 2006, la colección fue puesta en línea en formato digital, incluyendo más de 16.000 artículos y material sobre personalidades relevantes y sobre las distintas comunidades de Wisconsin, desde el siglo XIX hasta el finales de siglo XX.

### La editorial
La Prensa de la Sociedad Histórica de Wisconsin (en inglés: Wisconsin Historical Society Press), con sede a pocos metros del edificio principal de la Sociedad Histórica, es la editorial más antigua de libros del Estado de Wisconsin, con una cantidad superior a los 100 títulos impresos. Desde su fundación en 1885, dos años después de que se fundara la Sociedad, se han centrado en la exploración y publicación de la historia de Wisconsin en una gran variedad de formatos; desde folletos y guías de investigación compuesto de seis volúmenes hasta libros de tapa blanda. En los últimos años, la prensa se ha concentrado en la creación de libros que atraen a un público más amplio, incluyendo relatos sobre personalidades y acontecimientos relevantes. En el año 2005, la editorial comenzó a publicar una serie de libros para lectores jóvenes bajo el nombre The Badger Biography que cuenta las historias de la gente de Wisconsin con un vocabulario adaptado para las nuevas generaciones de lectores. 
También publican la revista trimestral Wisconsin Magazine of History, que se ofrece de forma gratuita a los miembros de la Sociedad.